# Ancylorhynchus elbaiensis
Ancylorhynchus elbaiensis är en tvåvingeart som beskrevs av Efflatoun 1937. Ancylorhynchus elbaiensis ingår i släktet Ancylorhynchus och familjen rovflugor.
Artens utbredningsområde är Sudan. Inga underarter finns listade i Catalogue of Life.